# Andrea Hlaváčková
Andrea Hlaváčková, född 10 augusti 1986 i Plzeň, Tjeckoslovakien, är en tjeckisk professionell tennisspelare. Hennes högsta singelrankning är 87, vilket hon nådde den 31 januari 2011 och hennes högsta dubbelrankning är 8, vilket hon nådde den 9 april 2012. Hlaváčková har vunnit 10 WTA-dubbeltitlar, 17 ITF-dubbeltitlar och sju ITF-singeltitlar under sin karriär. Hlaváčková vann tillsammans med Lucie Hradecká dubbeln i Franska öppna 2011.
Hon tog OS-silver i dubbel tillsammans med Lucie Hradecká vid olympiska sommarspelen 2012 i London.